# Pan-ku

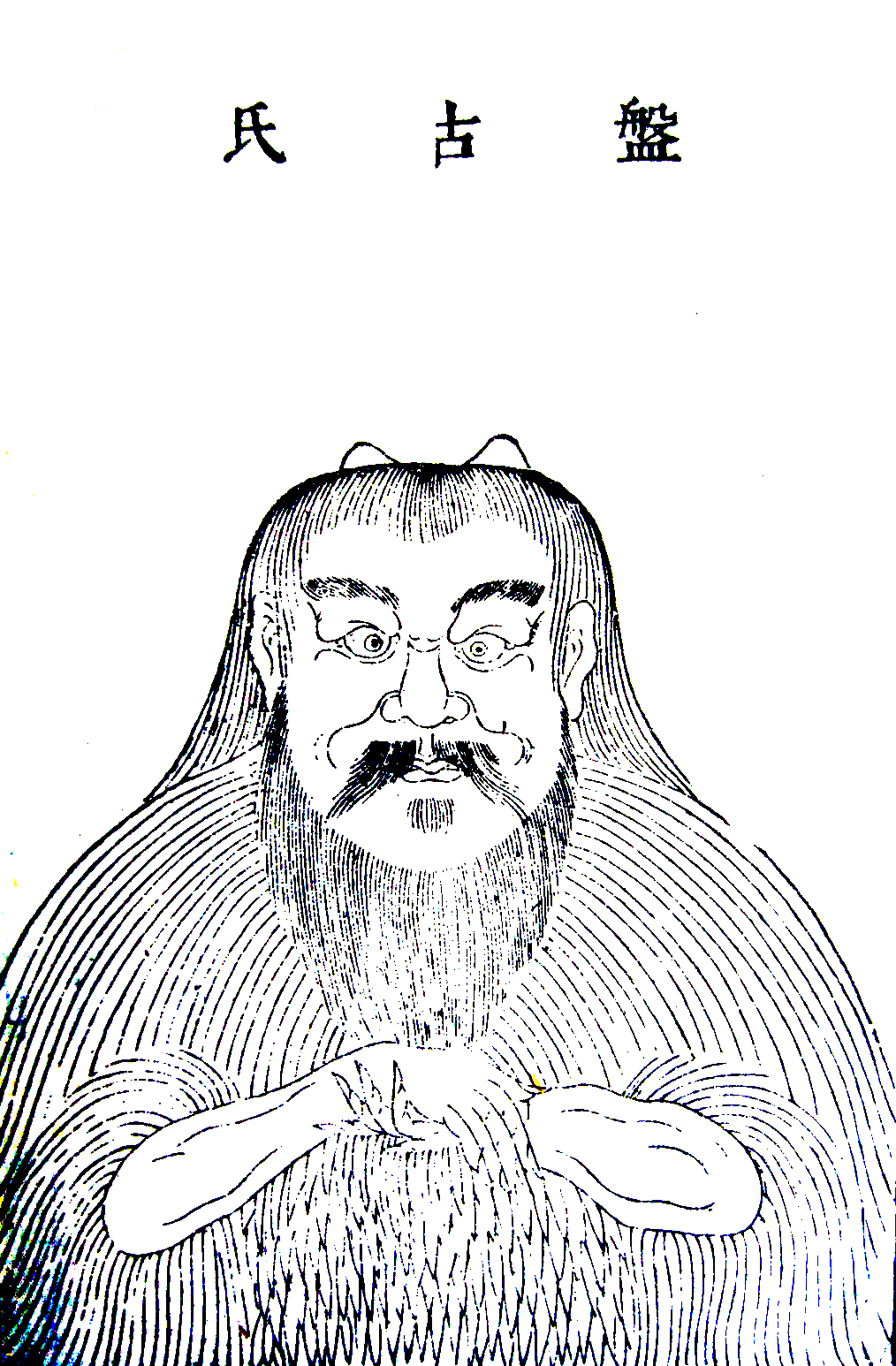
Pan-ku (Pangu) ábrázolása egy fametszeten

Pan-ku (P'angu) a világ első élőlénye, a világot teremtő óriás a kínai mitológiában.

## Alakja, legendái
Pan-ku (Pangu) ugyan az archaikus kínai mitológia egyik legfontosabb alakja, vele kapcsolatos mítoszok mégsem szerepelnek a hivatalos konfuciánus művekben. Ennek oka, talán épp a történetek mitikus jellegében keresendő. Pan-ku (Pangu) története úgy látszik, erősen ellenállt annak a törekvésnek, hogy a konfuciánus írástudók, a régi legendák, mítoszok szereplőit historizálják.
A Pan-ku (Pangu) vonatkozó legkorábbi (feljegyzett és ma ismert) szövegek csak az i. sz. 3-5. századból származnak. Egy az i. sz. 3. századból származó szövegben az olvasható, hogy az az ég és a föld olyasféle káoszt alkottak, mint a tyúktojás belseje. Az ég és a föld szétválasztását a legendák Pan-ku (Pangu) nevéhez kapcsolják. Az első ember a földön, az első ősatya hatalmasra növekedett, a belélegzéséből lett szél és az eső, a kilélegzéséből pedig a mennydörgés és a villám. Ha kinyitotta a szemét nappal lett, ha lecsukta a szemét, éjszaka lett. Amikor pedig Pan-ku (Pangu) meghalt a két könyöke, a két térde és a feje átalakult az öt szent heggyé, testszőréből lettek fák és a füvek. Míg a testén élősködő férgekből emberekké váltak. Pan-ku (Pangu) mítosza jól mutatja, hogy már az ősi Kínában is létezett az a fajta kozmogóniai rendszer, amely a makrokozmosz és a mikrokozmosz rendszereként egységes képezi le a világot.
Az O-jang Hszün (Ouyang Xun) 歐陽詢 és mások által i.sz. 624-ben összeállított Ji-ven lej-csü (Yiwen leiju) 《藝文类聚》 enciklopédiában a világ keletkezésének folyamatát ekként mutatják be:

„Az ég és a föld kaotikus (hun-tun (hundun)) volt mint egy tojás. Pan-ku (Pangu) megszületett benne. 18 000 évig tartott, amíg az ég s a föld elkülönült és eltávolodott egymástól. A jang (yang) tiszta volt, abból lett az ég, a jin (yin) zavaros, abból lett a föld. Pan-ku (Pangu) középen helyezkedett el, naponta kilenc átváltozáson ment keresztül, szellemibb lett, mint az ég, és szentebb, mint a föld. Az ég minden nap egy öllel (kb. 3,3 m) lett magasabb, a föld minden nap egy öllel lett vastagabb, Pan-ku (Pangu) (pedig) minden egyes nap egy öllel növekedett. Így telt el 18 000 év, az ég elérte a (számára) legnagyobb magasságot, a föld elérte a (számára) legnagyobb vastagságot, Pan-ku (Pangu) elérte a(számára) legnagyobb hosszúságot. Ezután (beszélhetünk arról, hogy) megjelent a Három Fenség.”

Ezt a folyamatot követte a világ „betelepítése”, amely Pan-ku (Pangu) halálával volt lehetséges. Az egyik, ezzel kapcsolatos legrészletesebb beszámoló Ma Szu (Ma Su) 馬驌 (1621–1673) 160 fejezetes művében, a Ji-si (Yishi)ben 《繹史》 olvasható:

„A primordiális csi (qi) kaotikus volt, elkezdett csírázni és növekedni, majd külön vált égre és földre, megteremtette a csien (qian)t és a kunt, megnyitotta a jin (yin)t és mozgásba hozta a jang (yang)ot, szétterjesztette a primordiális csi (qi)t, azután terhes lett a Közép Harmóniájával, amelyből az ember lett. Mikor az elsőként született Pan-ku (Pangu), halála közeledvén, átváltoztatta testét, lélegzetéből (csi (qi)) lettek a szelek és a felhők, hangjából lett a mennydörgés, bal szeméből a Nap, jobb szeméből a Hold, négy végtagjából és öt testrészéből a négy égtáj és az öt szent hegy, véréből a folyók, ereiből a föld artériái, húsából a földek, hajából a bolygók és csillagképek, a bőréből a fák és füvek, fogából és csontjaiból lettek a fémek és a kövek, velőjéből drágagyöngyök és jádék, izzadságából és (az egyéb testi) folyadékából az eső és a mocsarak, a testében lakozó férgekből pedig, mikor a szél hozzájuk ért, lett a köznép.”